# Dead Promises
Dead Promises è un brano della cantautrice finlandese Tarja, pubblicato il 3 maggio 2019 in formato digitale come primo singolo dell'album In the Raw.

## Descrizione
Coerentemente al sound duro che predomina in In the Raw, Dead Promises è caratterizzata da sonorità aggressive, sostenute principalmente dalla chitarra e dalla potente voce di Tarja. In proposito, Tarja ha dichiarato: «Mi piace davvero molto come suonano le chitarre: dritte in faccia [...] Se la mia voce è potente, ho bisogno di qualcosa di potente che mi sorregga, così da non sentirmi sola».

## Tracce
Download digitale
1. Death Promises (Single Version) – 5:51 (Tarja Turunen, Alex Scholpp)